# Rob Yang
Rob Yang est un acteur américano-coréen né à Chicago en Illinois.

## Filmographie

### Cinéma
- 2006 : Wander : Onlooker
- 2007 : Algeny: The Genetic Factor : Makoto
- 2007 : Triple Eight Palace : Rob
- 2008 : Pretty to Think So : Alex Yuen
- 2008 : Make Yourself at Home : Peter Kim
- 2008 : The Unidentified : Walker
- 2009 : 2B : un expert
- 2009 : Lenox Avenue : M. Reed
- 2009 : Où sont passés les Morgan ? : Jake
- 2009 : 2k3 : Park
- 2010 : Once More : Jay Park
- 2010 : Then There's the Afterlife : Rob
- 2011 : L'Agence : le nouveau partenaire
- 2011 : The Pill : le pharmacien
- 2011 : Certainty : Fred
- 2011 : Saving Face
- 2012 : Lola Versus : un étudiant
- 2012 : Jason Bourne : L'Héritage : C-Team
- 2014 : Listen Up Philip : le petit-ami
- 2014 : Match : Jim
- 2014 : All Relative : Ven
- 2015 : True Story : le jeune homme
- 2015 : Dix-sept Ans de captivité : M. Henry
- 2015 : About Ray : le gérant du locateur de voitures
- 2016 : The Secrets of Emily Blair : l'avocat Corman
- 2016 : A Bear Lands on Earth : Jay
- 2017 : The Bird Who Could Fly : Kenny Lee
- 2019 : Glass : Heo Byung-woo
- 2019 : Les Baronnes : Jeffrey Kahn
- 2019 : The Wisdom Tooth : Dr Herrell
- 2022 : The Hater : Scott Park
- 2022 : Le Menu de Mark Mylod : Bryce

### Télévision
- 2007-2010 : New York, section criminelle : Dornan et Eddie Choi (2 épisodes)
- 2008 : Possible Side Effects : Chen
- 2009 : New York, police judiciaire : Morean (1 épisode)
- 2010 : Mercy Hospital : le technicien des rayons X (2 épisodes)
- 2010 : Gravity : Ken (1 épisode)
- 2010 : Bored to Death : Peter (3 épisodes)
- 2011 : Gossip Girl : le directeur de l'hôtel (1 épisode)
- 2011 : Suits : Avocats sur mesure : un technicien (1 épisode)
- 2011 : On ne vit qu'une fois : Dr Degroff (12 épisodes)
- 2011 : The Big C : un asiatique (1 épisode)
- 2012 : The Good Wife : Bao Shuwei (1 épisode)
- 2012 : Don't Trust the B---- in Apartment 23 : l'homme en mouvement (1 épisode)
- 2012 : Nurse Jackie : un homme costumé (1 épisode)
- 2013 : Twisted : le principal Mark Tang (4 épisodes)
- 2013 : Blacklist : Jin Sun (1 épisode)
- 2014 : Castle : Dr McLean (1 épisode)
- 2015-2016 : Adam Ruins Everything : Dr Yang (2 épisodes)
- 2016 : The Grinder : Neal (1 épisode)
- 2016 : The Americans : Don Seong (4 épisodes)
- 2016 : New Girl : Hugh (1 épisode)
- 2017 : The Sinner : Scott (1 épisode)
- 2017 : Madam Secretary : le président Kenatbek Nogoyev (2 épisodes)
- 2018 : Maniac : Matt Ming (1 épisode)
- 2018-2019 : Succession : Lawrence Yee (20 épisodes)
- 2019 : Living with Yourself : Left et Youngsu (3 épisodes)
- 2019-2021 : The Resident : Logan Kim (13 épisodes)
- 2021 : American Rust : Steve Park (9 épisodes)
- 2021 : The Now : Joon-Ho (5 épisodes)
- 2022 : The Capture : Yan Wanglei (3 épisodes)
- 2022 : Rabbit Hole (8 épisodes)
- 2023 : American Horror Stories : Dr. Thaddeus Lau (saison 3, épisode 3)

### Jeu vidéo
- 2008 : Midnight Club: Los Angeles : Chung Hee
- 2009 : Grand Theft Auto: The Ballad of Gay Tony : Triad
- 2013 : Grand Theft Auto V : Hao
- 2022 : Grand Theft Auto: Online : Hao